# Diocesi di Timida
La diocesi di Timida (in latino Dioecesis Thimidensis) è una sede soppressa e sede titolare della Chiesa cattolica.

## Storia
Timida, identificabile con Henchir-Tindja nell'odierna Tunisia, è un'antica sede episcopale della provincia romana dell'Africa Proconsolare, suffraganea dell'arcidiocesi di Cartagine.
Mesnage attribuisce a questa sede due vescovi, che Morcelli invece assegna alla diocesi di Timida Regia: Bennato, che prese parte al sinodo riunito a Cartagine dal re vandalo Unerico nel 484; e Felice, che assistette al concilio cartaginese del 646.
Dal 1933 Timida è annoverata tra le sedi vescovili titolari della Chiesa cattolica; la sede è vacante dal 12 dicembre 2020.

## Cronotassi

### Vescovi
- Bennato † (menzionato nel 484)
- Felice † (menzionato nel 646)

### Vescovi titolari
- Bienvenido Solon Tudtud † (5 febbraio 1968 - 26 giugno 1987 deceduto)
- Benjamin de Jesus Almoneda † (19 dicembre 1989 - 7 giugno 1991 nominato vescovo di Daet)
- Patrick Taval, M.S.C. † (22 giugno 1999 - 6 dicembre 2007 nominato vescovo coadiutore di Kerema)
- Victor Gnanapragasam, O.M.I. † (29 aprile 2010 - 12 dicembre 2020 deceduto)